# 永安公主 (明朝)
永安公主（1377年—1417年），本名「朱玉英」，明朝公主，明成祖朱棣嫡出长女，明仁宗長姊，為成祖諸子女之姊。
生于洪武十年（1377年）六月十五日。洪武二十八年（1395年），其以永安郡主身份嫁給燕府儀賓袁容。生下一子三女。后燕王起兵，袁容有戰功。永樂元年，永安郡主升爲公主，袁容跟隨擔任駙馬。袁容后論功封廣平侯，但因得罪明成祖失寵。永樂十五年，公主去世，袁容侯俸祿停供。明宣宗即位后，俸祿依舊。